# Nationales Paralympisches Komitee
Ein Nationales Paralympisches Komitee bzw. „National Paralympic Committee“ (NPC) ist für sein jeweiliges Land Ansprechpartner für das Internationale Paralympische Komitee (IPC) und gleichzeitig Mitglied in selbigem. Es ist verantwortlich für die Nominierung und Entsendung behinderter Sportler zu den Paralympischen Spielen und vertritt deren Interessen. Es gibt 165 NPCs.
Den Regeln des IOC entsprechend ist das Nationale Paralympische Komitee eine unabhängige und selbständige Organisation innerhalb der Selbstverwaltung des Sports im jeweiligen Land. In Deutschland wird diese Funktion vom Deutschen Behindertensportverband ausgeübt.
Die Nationalen Paralympischen Komitees ordnen sich nach Kontinent fünf regionalen Komitees zu:
| Kontinent | Kontinent                             | Dachverband                          | NPCs |
| --------- | ------------------------------------- | ------------------------------------ | ---- |
|           | Afrika                                | Afrikanisches Paralympisches Komitee | 48   |
| Amerika   | Amerikanisches Paralympisches Komitee | 33                                   |      |
| Asien     | Asiatisches Paralympisches Komitee    | 45                                   |      |
| Europa    | Europäisches Paralympisches Komitee   | 49                                   |      |
| Ozeanien  | Ozeanisches Paralympisches Komitee    | 9                                    |      |